# مجلة حراء
مجلة حراء مجلة علمية ثقافية أدبية تعنى بقراءة الكون والإنسان والحياة من منظور قرآني حضاري إنساني.
تهدف إلى بناء الإنسان المتوازن علميا وفكريا وسلوكيا.
تسعى إلى أن تكون إضافة نوعية مفيدة في الساحة الثقافية شكلا ومضمونا.
مجلة حراء ملتقى للفكر الإيجابي الحضاري البنّاء.
تنطلق من رؤية حضارية تستمد طاقتها من ثراء الخبرة التاريخية للأمة الإسلامية والأسرة الإنسانية لمعالجة قضايا الواقع واستشراف آفاق المستقبل.
تسعى إلى معالجة المعارف الإنسانية من منظور تآلفي بين العقل والقلب، والعلم والإيمان، والفرد والمجتمع، والروح والمادة، والنظري والتطبيقي، والمحلي والعالمي، والأصالة والمعاصرة.
تحرص على الصحة في المعلومة، والإيجابية في الطرح، والعمق في التحليل، والإثارة في الكتابة، والحرية في التعبير مع احترام المقدسات والخصوصيات، والالتزام بالمبادئ الأخلاقية والقيم الإنسانية المشتركة، والإنصات إلى الاخر، والانفتاح على الحكمة الإنسانية حيثما كانت، والحوار البنّاء الذي يخدم الإنسان ويفيده؛ كما تحرص على الابتعاد عن الإقصاء والاستفزاز والإساءة والعنف والتطرف والسطحية والسلبية فيما تنشر.

تهدف إلى الجمع بين عمق الفكرة، وجمالية الصياغة، وبساطة العبارة، ووضوح المعنى في أسلوب الكتابة.
مجلة حراء مجلة علمية ثقافية فكرية تصدر كل شهرين عن شركة إيشك للنشر في إسطنبول بتركيا، وهي تُعنى بالعلوم الطبيعية والإنسانية والاجتماعية وتحاور أسرار النفس البشرية وآفاق الكون الشاسعة بالمنظور القرآني الإيماني في تآلف وتناسب بين العلم والإيمان، والعقل والقلب، والفكر والواقع.